# 酵素補充療法
酵素補充療法（enzyme replace therapy、ERT）とは先天的に活性が低下または欠損した酵素を製剤として体外から補充することで酵素活性を高め症状を改善する方法である。ライソゾーム病で効果が上げられている。ライソゾーム病は2017年現在50種類以上の疾患が知られている。酵素補充療法は1990年代に開始され、日本ではゴーシェ病で初めて製剤が認可された。現在はポンペ病、ファブリー病、ゴーシェ病、ムコ多糖症（I型、II型、IV型、VI型）の7疾患で製剤が認可されている。

## 歴史
ライソゾーム病に対する酵素補充療法に関する基礎研究は1968年にFratantoni JCとNeufeld EFらによって報告されている。彼らはライソゾーム病のうちハンター病およびハーラー病の患者から得られた線維芽細胞が互いに代謝障害を修正できることを明らかにした。臨床研究では1964年にBaudhuonらによってなされた治療が最初である。彼らは酸性αグルコシダーゼ活性を有する酵母の粗抽出物をポンペ病患者に投与した。しかしこの試みは成功しなかった。2例目の報告は1967年にHugとSchubertによってなされた。この小児例では肝臓での酸性αグルコシダーゼ活性が顕著に上昇し、ライソゾーム内グリコーゲンが治療開始の18日後に除去されていることを見出した。心電図異常異常も改善した。しかし良好な結果は持続せず、患者は治療を中止した116日後に免疫性腎炎を発症し、6日後に死亡した。
その後ヒト由来の精製酵素製剤が様々な疾患で試みられた。精製酵素は静脈内または髄腔内に投与されたがこれら最初の試みは期待を裏切る結果となった。ライソゾーム病への酵素補充療法への関心はかなり薄れた。当時の投与量は低用量で酵素の供給源が不十分であったこと、受容体を介したエンドサイトーシスに関する知識がなかったことなどが原因と考えられる。
ライソゾーム病に対する酵素補充療法が成功した最初の臨床試験は1991年のゴーシェ病Ⅰ型に対するものである。この治療法ではヒト胎盤から精製された高マンノースグルコセレブロシダーゼを用いてゴーシェ病で主に傷害されているクッパー細胞及びマクロファージにあるマンノース受容体を標的とした。この治療法は1991年に承認された。しかしヒト胎盤は製剤の供給源としてふさわしくないと考えられた。そのため遺伝子組換えヒト酵素の大規模生産を可能にするために、様々なライソゾーム酵素遺伝子のクローニングが必要となった。最終的に様々なライソゾーム病の酵素補充療法が承認された。特にポンペ病の治療薬であるマイオザイムでは患者の父親が製剤開発にかかわっていた。その実話をもとに2010年に「小さな命が呼ぶとき」という映画が作成された。

## メカニズム
多くの内因性ライソゾーム酵素は末端にマンノース-6-リン酸と呼ばれる糖鎖構造をもつ。細胞表面には、この糖鎖と結合するマンノース-6-リン酸受容体が存在し、結合した酵素は輸送小胞内に含まれて細胞内に取り込まれ、エンドサイトーシスの経路に沿って標的であるライソゾームまで運搬される。エンドソームにおいて酵素は切り離され受容体はリサイクルされる。酵素補充療法はこの輸送系を利用して、欠損している酵素を薬物として体外から投与することにより、細胞内に欠損酵素を補充し、蓄積している物質の分解を促進する。ゴーシェ病ではクッパー細胞及びマクロファージを標的とするためマンノース受容体を介している。

### 治療
ポンペ病
遺伝子組換え製剤であるアルグルコシダーゼ アルファ（マイオザイム）を1回20mg/kgの換算で2週間に1回点滴静注する。体重の40%を占める筋肉での病態が主であるため他の酵素補充療法の100倍近い投与量を必要とする。
ファブリー病
アガルシダーゼアルファ（リプレガル）とアガルシダーゼベータ（ファブラザイム）を投与する。アガルシダーゼアルファ（リプレガル）は0.2mg/kgをアガルシダーゼベータ（ファブラザイム）は1mg/kgで2週間に1回投与する。投与量は異なるが効果の差は認められていない。
ゴーシェ病
イミグルセラーゼ（セレザイム）とベラグルセラーゼアルファ（ピプリブ）を投与する。1回60単位/kgを2週間に1回点滴静注する。

## 問題点
酵素補充療法は臨床症状の改善や生存期間の延長など一定の効果を示すが下記のような問題点もある。
中枢神経症状に効果がない
酵素製剤は高分子であるため血液脳関門を通過することができない。そのため中枢神経系の症状には有効性は明らかではない。
自己抗体の出現
酵素製剤に対する自己抗体が出現することで治療効果を阻害することがある。自己抗体が産出された場合は免疫抑制療法や免疫寛容誘導療法を行いながら酵素補充療法を継続できることがある。メソトレキセート、リツキシマブ、免疫グロブリン療法、ボルテゾミブなどが用いられることがある。
アレルギー反応
酵素補充療法投与後に過敏症、アナフィラキシーショック、IAR（infusion associated reaction）が起こる可能性がある。IARが出現した場合は点滴速度を低下、一時中断し、ステロイドや抗ヒスタミン薬や解熱鎮痛薬の投与を行う。
オートファジーの機能不全
オートファジーの機能不全が病態に関わり酵素補充療法の効果に影響を与えることがある。